# Cassolnovo
Cassolnovo – miejscowość i gmina we Włoszech, w regionie Lombardia, w prowincji Pawia.
Według danych na rok 2004 gminę zamieszkiwały 5804 osoby, 187,2 os./km².